# Guillaume Tirel

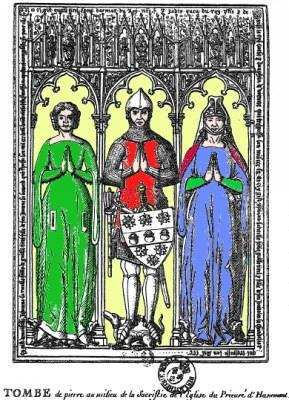
Grab Guillaume Tirels und seiner zwei Frauen

Guillaume Tirel (* unsicher: 1312; † 1395), auch Taillevent (Schneidewind) genannt, war ab 1381 Chefkoch König Karls VI. von Frankreich, der ihn für seine Verdienste um die königliche Küche zum Rat ernannte.
Mit seinem Namen eng verknüpft ist eines der frühesten und einflussreichsten westlichen Kochbücher, Le Viandier. Guillaume Tirel ist allerdings nicht Verfasser dieser Rezeptsammlung, die als ein Schlüsselwerk zur Erschließung der Esskultur des Mittelalters gilt. Es konnte nachgewiesen werden, dass die älteste Version dieser Rezeptsammlung etwa um 1320 entstand und damit kurz um den Geburtstermin von Guillaume Tirel. Die späteren Fassungen sind allerdings maßgeblich von ihm beeinflusst. Guillaume Tirel hat über dieses Kochbuch, das bis ins 16. Jahrhundert immer wieder gedruckt wurde, die französische und damit die europäische Kochkunst maßgeblich beeinflusst.
Nach ihm ist eines der berühmtesten Restaurants in Paris, das Sternelokal Le Taillevent, benannt.